# ANKRD31
ANKRD31‏ (Ankyrin repeat domain 31) هوَ بروتين يُشَفر بواسطة جين ANKRD31 في الإنسان.